# Disequazione cubica
Una disequazione cubica è una disequazione che, una volta ridotta in forma canonica, ha grado pari a 3, cioè si può ricondurre a una forma del tipo:
{\displaystyle ax^{3}+bx^{2}+cx+d>0\;\;\;}, oppure {\displaystyle \;<,\;\leq ,\;\geq 0}
con {\displaystyle a\neq 0\;} e {\displaystyle a,b,c} e {\displaystyle d} numeri reali o complessi.

## Metodi risolutivi
Non esiste un modo univoco per risolvere una disequazione di terzo grado; il metodo dipende dall'espressione che ha la disequazione data.

### Regola di Ruffini
Un metodo, anche se non sempre applicabile, è la regola di Ruffini.
Ad esempio la disequazione:
{\displaystyle x^{3}-2x^{2}-5x+6>0}
può essere scomposta con la regola di Ruffini nel prodotto:
{\displaystyle (x-1)(x+2)(x-3)>0}
Studiando il segno dei singoli binomi e mettendoli a confronto tra loro, si vanno a trovare gli intervalli in cui il polinomio di terzo grado risulta positivo: in questo caso le soluzioni sono date da {\displaystyle -2<x<1\;\lor \;x>3}.

### Metodo grafico
Quando la scomposizione con Ruffini non può essere utilizzata si può ricorrere al metodo grafico, che consiste nel riscrivere la disequazione generica:
{\displaystyle ax^{3}+bx^{2}+cx+d>0\;},
nella forma:
{\displaystyle ax^{3}>-bx^{2}-cx-d\;}.
Il primo e il secondo membro della disequazione possono essere visti come grafici di due funzioni:
{\displaystyle f(x)=ax^{3}\;\;\;} e {\displaystyle \;\;\;g(x)=-bx^{2}-cx-d}
dove la prima funzione è una cubica e la seconda è una parabola.
Dato che il grado della disequazione è {\displaystyle 3}, in campo reale possono esserci al massimo tre punti in cui la cubica e la parabola si incontrano. Una volta tracciati i grafici su un piano cartesiano, si vanno a cercare (se ci sono) i punti di intersezione e si sceglie infine l'intervallo in cui il grafico della cubica sta sopra al grafico della parabola, cioè l'intervallo o gli intervalli in cui la funzione cubica è maggiore della parabola.
Nel metodo grafico non è possibile trovare il valore o i valori esatti che delimitano gli intervalli di soluzione poiché, se così fosse, il polinomio di terzo grado sarebbe scomponibile con Ruffini. I valori approssimati vanno cercati con metodi di approssimazione per la soluzione di equazioni, come per esempio il metodo di bisezione o il metodo delle secanti.

### Disequazioni binomie
Le disequazioni binomie sono nella forma:
{\displaystyle ax^{n}+d>0\;\;} oppure {\displaystyle \;\;<,\leq ,\geq }.
Quando si hanno {\displaystyle b=c=0}, la disequazione si riduce nella forma:
{\displaystyle ax^{3}+d>0}
che è un caso particolare di disequazione binomia con {\displaystyle n=3}.
Questo tipo di disequazione si risolve banalmente portando il termine noto {\displaystyle d} a destra del segno di disuguaglianza ed estraendo successivamente la radice cubica, dopo aver diviso tutto per {\displaystyle a}:
{\displaystyle ax^{3}>-d\;\;\;\to \;\;\;x^{3}>-{\frac {d}{a}}\;\;\;\to \,\;\;x>{\sqrt[{3}]{-{\frac {d}{a}}}}}